# Neuaufnahmen in das UNESCO-Kultur- und -Naturerbe 2014
Im Jahr 2014 fanden die im Folgenden Neuaufnahmen in das UNESCO-Kultur- und -Naturerbe statt.

## Welterbestätten
Auf der 38. Sitzung des Welterbekomitees vom 15. bis zum 25. Juni 2014 in Doha wurden 24 Stätten in das Welterbe aufgenommen, darunter 20 Kulturstätten, vier Naturstätten. Bei vier Stätten wurde eine signifikante Erweiterung beschlossen.
| Vertragsstaat(en)                                                     | Bezeichnung                                                                                       | Typ | Ref. | Anmerkungen |
| --------------------------------------------------------------------- | ------------------------------------------------------------------------------------------------- | --- | ---- | ----------- |
| Botswana                                                              | Okavango-Delta (Lage)                                                                             | N   | 1432 |             |
| Costa Rica                                                            | Präkolumbische Häuptlingssiedlungen mit Steinkugeln der Diquis (Lage)                             | K   | 1453 |             |
| Dänemark                                                              | Stevns Klint (Lage)                                                                               | N   | 1416 |             |
| Deutschland                                                           | Karolingisches Westwerk und Civitas Corvey (Lage)                                                 | K   | 1447 |             |
| Frankreich                                                            | Verzierte Höhle von Pont d'Arc, bekannt als Grotte Chauvet-Pont d'Arc (Lage)                      | K   | 1426 |             |
| Indien                                                                | Rani Ki Vav (Stufenbrunnen der Königin) in Patan, Gujarat (Lage)                                  | K   | 922  |             |
| Indien                                                                | Großer Himalaya-Nationalpark und Naturschutzgebiet (Lage)                                         | N   | 1406 |             |
| Irak                                                                  | Zitadelle von Erbil (Lage)                                                                        | K   | 1437 |             |
| Iran                                                                  | Shahr-I Sokhta (Lage)                                                                             | K   | 1456 |             |
| Israel                                                                | Marescha und Bet-Guvrin Höhlen im Judäischen Tiefland als Mikrokosmos des Lands der Höhlen (Lage) | K   | 1370 |             |
| Italien                                                               | Weinbaugebiete im Piemont: Langhe, Roero und Monferrat (Lage)                                     | K   | 1390 |             |
| Japan                                                                 | Seidenspinnerei Tomioka und zugehörige Stätten (Lage)                                             | K   | 1449 |             |
| Myanmar                                                               | Historische Städte der Pyu (Lage)                                                                 | K   | 1444 |             |
| Niederlande                                                           | Van-Nelle-Fabrik (Lage)                                                                           | K   | 1441 |             |
| Palästina                                                             | Palästina: Land der Olivenbäume und Weinreben – Kulturlandschaft von Südjerusalem, Battir (Lage)  | K   | 1492 |             |
| Philippinen                                                           | Wildschutzgebiet Hamiguitan-Berg (Lage)                                                           | N   | 1403 |             |
| Russland                                                              | Historischer und archäologischer Komplex Bolgar (Lage)                                            | K   | 981  |             |
| Saudi-Arabien                                                         | Historisches Dschidda, das Tor nach Mekka (Lage)                                                  | K   | 1361 |             |
| Südkorea                                                              | Namhansanseong (Lage)                                                                             | K   | 1439 |             |
| Türkei                                                                | Bursa und Cumalikizik: die Wiege des Osmanischen Reichs (Lage)                                    | K   | 1452 |             |
| Türkei                                                                | Pergamon und seine vielschichtige Kulturlandschaft (Lage)                                         | K   | 1457 |             |
| Vereinigte Staaten                                                    | Monumentale Erdwerke von Poverty Point (Lage)                                                     | K   | 1435 |             |
| Vietnam                                                               | Landschaftskomplex Trang An (Lage)                                                                | K/N | 1438 |             |
| Volksrepublik China                                                   | Großer Kanal (Lage)                                                                               | K   | 1443 |             |
| transnational: Argentinien, Bolivien, Chile, Ecuador, Kolumbien, Peru | Qhapaq Ñan – Anden-Straßensystem (Lage)                                                           | K   | 1459 |             |
| transnational: Volksrepublik China, Kasachstan, Kirgisistan           | Seidenstraßen: das Straßennetzwerk des Chang'an-Tianshan-Korridors (Lage)                         | K   | 1442 |             |

Bei folgenden Welterbestätten wurden signifikante Änderungen ihrer Grenzen beschlossen:
| Vertragsstaat(en)                                            | Bezeichnung                                                        | Typ | Ref. | Anmerkungen |
| ------------------------------------------------------------ | ------------------------------------------------------------------ | --- | ---- | ----------- |
| Mexiko                                                       | Antike Maya-Stadt und Tropenschutzgebiet Calakmul, Campeche (Lage) | K/N | 1061 |             |
| Volksrepublik China                                          | Karstlandschaft in Südchina (Lage)                                 | N   | 1248 |             |
| transnational: Belarus, Polen                                | Waldgebiet Bialowieza (Lage)                                       | N   | 33   |             |
| transnational: Dänemark, Deutschland, Vereinigtes Königreich | Wattenmeer (Lage)                                                  | N   | 1314 |             |